# Carrer de la Lleona
El Carrer de la Lleona de Barcelona rep el seu nom perquè es diu que en aquest carrer hi vivia, en el segle xv, l'encarregat d'alimentar els lleons del zoològic de l'antic Hort de la Reina (el jardí del Palau Reial Menor, un dels primers jardins botànics i parcs zoològics del món).

## Etimologia
Tot i l'explicació abans esmentada pel que fa al seu nom, altres veus diuen que en un local del carrer hi van portar la lleona del palau quan van haver de canviar-la de gàbia perquè un navegant havia obsequiat la ciutat amb tres tigres de l'Índia.
També hi ha una altra versió que diu que qui va donar nom al carrer fou un bordell (reconvertit en un prestigiós restaurant i fonda) anomenat La Lleona.

## Història
Durant l'any 2007, l'excavació d'una rasa entre el carrer de La Lleona, núm. 13, i la Baixada de Sant Miquel, 1-3, permeté documentar un tram del llenç de la muralla romana baiximperial, realitzada amb carreus regulars i quadrangulars, ben escairats, i lligats amb morter de calç.